# Disordini
Disordini è un programma televisivo di docu-drama andato in onda su Rai 3 e Rai Scuola a partire dal mese di ottobre 2013.

## Il programma
La trasmissione, realizzata dalla struttura Rai Educational, si propone di raccontare la storia di alcuni giovani colpiti da disturbo mentale e le problematiche ad essa collegate. Si tratta della prima docufiction che affronta questo tipo di tematiche  e nelle sei puntate prodotte sono stati affrontati i casi di adolescenti affetti da vari disturbi, tra i quali anoressia, schizofrenia, sindrome di Tourette e ADHD.
Le storie, raccontate dal neuropsichiatra Stefano Vicari, che nella fiction interpreta se stesso, rappresentano i casi più rappresentativi che il medico ha affrontato nel corso della sua attività professionale.

## Puntate
1. L'insalata sotto il cuscino, sulla anoressia.
2. Fabrizio, il fuoco... e tutto il resto, aulla ADHD (sindrome da deficit di attenzione).
3. Una storia sbagliata, sulla depressione.
4. Paolo che accarezzava l'asfalto, sulla sindrome di Tourette.
5. Il vento di Lucia, sul disturbo della condotta.
6. Quando il ciliegio parlava, sulla schizofrenia.